# Nicko Sensoli
Nicko Sensoli (San Marino, 14 giugno 2005) è un calciatore sammarinese con cittadinanza italiana, centrocampista o attaccante del Pietracuta e della nazionale sammarinese.

## Biografia
È nato a Città di San Marino, capitale dell'omonima Repubblica, da genitori italiani, che si erano trasferiti dall'Italia a San Marino negli anni novanta.

## Caratteristiche tecniche
È un centrocampista offensivo, che all'occorrenza può giocare come seconda punta o centrale di centrocampo.

## Carriera

### Club
Appassionato di calcio, cresce  nella San Marino Academy U22, con cui il 17 settembre 2023 debutta nel Campionato Sammarinese nel 3-1 inflitto alla propria squadra dal San Giovanni.
Il 24 settembre successivo trova la prima rete nella sconfitta per 3-1 contro il Tre Penne. In poco tempo si guadagna uno spazio tra i titolari fissi e, il 16 dicembre 2023, contro il Domagnano scende per la prima volta in campo con la fascia da capitano.
Due settimane dopo, il 28 dicembre, viene ceduto a titolo temporaneo agli italiani del Sangiuliano City. Debutta con i gialloverdi in Serie D alla prima occasione utile, il 7 gennaio 2024 contro il Lentigione. Tuttavia, nel corso della stagione fa fatica a trovare spazio all'interno dei ranghi del club, totalizzando soltanto 6 presenze. A fine giugno fa ritorno alla San Marino Academy, da cui poi si separa.
L'11 settembre 2024 firma con il San Marino, militante in Serie D.
Il 28 gennaio 2025 si trasferisce fino al termine della stagione al Tre Fiori, militante nel Campionato Sammarinese.

### Nazionale
Esordisce con la nazionale maggiore il 20 maggio 2024, subentrando all'85° nella partita amichevole persa 3-1 contro Saint Kitts e Nevis.
Il 5 settembre 2024, segna il gol decisivo per il successo per 1-0 sul Liechtenstein in UEFA Nations League, contribuendo così alla prima vittoria di San Marino in una competizione ufficiale, e la seconda nella sua storia.

## Statistiche

### Presenze e reti nei club
Statistiche aggiornate al 17 luglio 2025.
| Stagione         | Squadra                | Campionato       | Campionato | Campionato | Coppe nazionali | Coppe nazionali | Coppe nazionali | Coppe continentali | Coppe continentali | Coppe continentali | Altre coppe | Altre coppe | Altre coppe | Totale | Totale | Totale |
| Stagione         | Squadra                | Comp             | Pres       | Reti       | Comp            | Pres            | Reti            | Comp               | Pres               | Reti               | Comp        | Pres        | Reti        | Pres   | Reti   |        |
| ---------------- | ---------------------- | ---------------- | ---------- | ---------- | --------------- | --------------- | --------------- | ------------------ | ------------------ | ------------------ | ----------- | ----------- | ----------- | ------ | ------ | ------ |
| set.-dic. 2023   | San Marino Academy U22 | CS               | 10         | 4          | -               | -               | -               | -                  | -                  | -                  | -           | -           | -           | 10     | 4      |        |
| dic. 2023-2024   | Sangiuliano City       | D                | 6          | 0          | CI-D            | -               | -               | -                  | -                  | -                  | -           | -           | -           | 6      | 0      |        |
| 2024-gen. 2025   | San Marino             | D                | 3          | 0          | CI-D            | 0               | 0               | -                  | -                  | -                  | -           | -           | -           | 3      | 0      |        |
| gen.-giu. 2025   | Tre Fiori              | CS               | 11+5       | 3+2        | CT              | 3               | 0               | -                  | -                  | -                  | -           | -           | -           | 19     | 5      |        |
| lug. 2025        | Tre Fiori              | CS               | -          | -          | CT              | -               | -               | UECL               | 1                  | 0                  | SS          | -           | -           | 1      | 0      |        |
| Totale Tre Fiori | Totale Tre Fiori       | Totale Tre Fiori | 16         | 5          |                 | 3               | 0               |                    | 1                  | 0                  |             | -           | -           | 20     | 5      |        |
| 2025-2026        | Pietracuta             | Ecc.             | 0          | 0          | CI-Dil          | 0               | 0               | -                  | -                  | -                  | -           | -           | -           | 0      | 0      |        |
| Totale carriera  | Totale carriera        | Totale carriera  | 35         | 9          |                 | 3               | 0               |                    | 1                  | 0                  |             | -           | -           | 39     | 9      |        |

### Cronologia presenze e reti in nazionale
| Cronologia completa delle presenze e delle reti in nazionale ― San Marino | Cronologia completa delle presenze e delle reti in nazionale ― San Marino | Cronologia completa delle presenze e delle reti in nazionale ― San Marino | Cronologia completa delle presenze e delle reti in nazionale ― San Marino | Cronologia completa delle presenze e delle reti in nazionale ― San Marino | Cronologia completa delle presenze e delle reti in nazionale ― San Marino | Cronologia completa delle presenze e delle reti in nazionale ― San Marino | Cronologia completa delle presenze e delle reti in nazionale ― San Marino |
| Data                                                                      | Città                                                                     | In casa                                                                   | Risultato                                                                 | Ospiti                                                                    | Competizione                                                              | Reti                                                                      | Note                                                                      |
| ------------------------------------------------------------------------- | ------------------------------------------------------------------------- | ------------------------------------------------------------------------- | ------------------------------------------------------------------------- | ------------------------------------------------------------------------- | ------------------------------------------------------------------------- | ------------------------------------------------------------------------- | ------------------------------------------------------------------------- |
| 20-3-2024                                                                 | Serravalle                                                                | San Marino                                                                | 1 – 3                                                                     | Saint Kitts e Nevis                                                       | Amichevole                                                                | -                                                                         | 84’                                                                       |
| 5-6-2024                                                                  | Wiener Neustadt                                                           | Slovacchia                                                                | 4 – 0                                                                     | San Marino                                                                | Amichevole                                                                | -                                                                         |                                                                           |
| 11-6-2024                                                                 | Serravalle                                                                | San Marino                                                                | 1 – 4                                                                     | Cipro                                                                     | Amichevole                                                                | -                                                                         | 46’                                                                       |
| 5-9-2024                                                                  | Serravalle                                                                | San Marino                                                                | 1 – 0                                                                     | Liechtenstein                                                             | UEFA Nations League 2024-2025 - 1º turno                                  | 1                                                                         | 62’                                                                       |
| 10-9-2024                                                                 | Chișinău                                                                  | Moldavia                                                                  | 1 – 0                                                                     | San Marino                                                                | Amichevole                                                                | -                                                                         | 65’                                                                       |
| 10-10-2024                                                                | Gibilterra                                                                | Gibilterra                                                                | 1 – 0                                                                     | San Marino                                                                | UEFA Nations League 2024-2025 - 1º turno                                  | -                                                                         | 69’ 82’                                                                   |
| 13-10-2024                                                                | Andorra la Vella                                                          | Andorra                                                                   | 2 – 0                                                                     | San Marino                                                                | Amichevole                                                                | -                                                                         | 66’                                                                       |
| 15-11-2024                                                                | Serravalle                                                                | San Marino                                                                | 1 – 1                                                                     | Gibilterra                                                                | UEFA Nations League 2024-2025 - 1º turno                                  | -                                                                         | 77’                                                                       |
| 18-11-2024                                                                | Vaduz                                                                     | Liechtenstein                                                             | 1 – 3                                                                     | San Marino                                                                | UEFA Nations League 2024-2025 - 1º turno                                  | -                                                                         | 61’ 71’                                                                   |
| 21-3-2025                                                                 | Larnaca                                                                   | Cipro                                                                     | 2 – 0                                                                     | San Marino                                                                | Qual. Mondiali 2026                                                       | -                                                                         | 63’                                                                       |
| 24-3-2025                                                                 | Serravalle                                                                | San Marino                                                                | 1 – 5                                                                     | Romania                                                                   | Qual. Mondiali 2026                                                       | -                                                                         | 46’                                                                       |
| 7-6-2025                                                                  | Zenica                                                                    | Bosnia ed Erzegovina                                                      | 1 – 0                                                                     | San Marino                                                                | Qual. Mondiali 2026                                                       | -                                                                         | 66’                                                                       |
| 10-6-2025                                                                 | Serravalle                                                                | San Marino                                                                | 0 – 4                                                                     | Austria                                                                   | Qual. Mondiali 2026                                                       | -                                                                         | 22’                                                                       |
| Totale                                                                    |                                                                           | Presenze                                                                  | 13                                                                        |                                                                           | Reti                                                                      | 1                                                                         |                                                                           |

| Cronologia completa delle presenze e delle reti in nazionale ― San Marino under 21 | Cronologia completa delle presenze e delle reti in nazionale ― San Marino under 21 | Cronologia completa delle presenze e delle reti in nazionale ― San Marino under 21 | Cronologia completa delle presenze e delle reti in nazionale ― San Marino under 21 | Cronologia completa delle presenze e delle reti in nazionale ― San Marino under 21 | Cronologia completa delle presenze e delle reti in nazionale ― San Marino under 21 | Cronologia completa delle presenze e delle reti in nazionale ― San Marino under 21 | Cronologia completa delle presenze e delle reti in nazionale ― San Marino under 21 |
| Data                                                                               | Città                                                                              | In casa                                                                            | Risultato                                                                          | Ospiti                                                                             | Competizione                                                                       | Reti                                                                               | Note                                                                               |
| ---------------------------------------------------------------------------------- | ---------------------------------------------------------------------------------- | ---------------------------------------------------------------------------------- | ---------------------------------------------------------------------------------- | ---------------------------------------------------------------------------------- | ---------------------------------------------------------------------------------- | ---------------------------------------------------------------------------------- | ---------------------------------------------------------------------------------- |
| 20-6-2023                                                                          | Jūrmala                                                                            | Lettonia under 21                                                                  | 2 – 0                                                                              | San Marino under 21                                                                | Qual. Europeo Under-21 2025                                                        | -                                                                                  | 76’                                                                                |
| 7-9-2023                                                                           | Serravalle                                                                         | San Marino under 21                                                                | 0 – 7                                                                              | Norvegia under 21                                                                  | Qual. Europeo Under-21 2025                                                        | -                                                                                  | 46’                                                                                |
| 12-9-2023                                                                          | Cork                                                                               | Irlanda under 21                                                                   | 3 – 0                                                                              | San Marino under 21                                                                | Qual. Europeo Under-21 2025                                                        | -                                                                                  | 59’                                                                                |
| 16-11-2023                                                                         | Serravalle                                                                         | San Marino under 21                                                                | 0 – 7                                                                              | Italia under 21                                                                    | Qual. Europeo Under-21 2025                                                        | -                                                                                  |                                                                                    |
| 26-3-2024                                                                          | Stavanger                                                                          | Norvegia under 21                                                                  | 4 – 0                                                                              | San Marino under 21                                                                | Qual. Europeo Under-21 2025                                                        | -                                                                                  |                                                                                    |
| Totale                                                                             |                                                                                    | Presenze                                                                           | 5                                                                                  |                                                                                    | Reti                                                                               | 0                                                                                  |                                                                                    |